# 世界選手権自転車競技大会

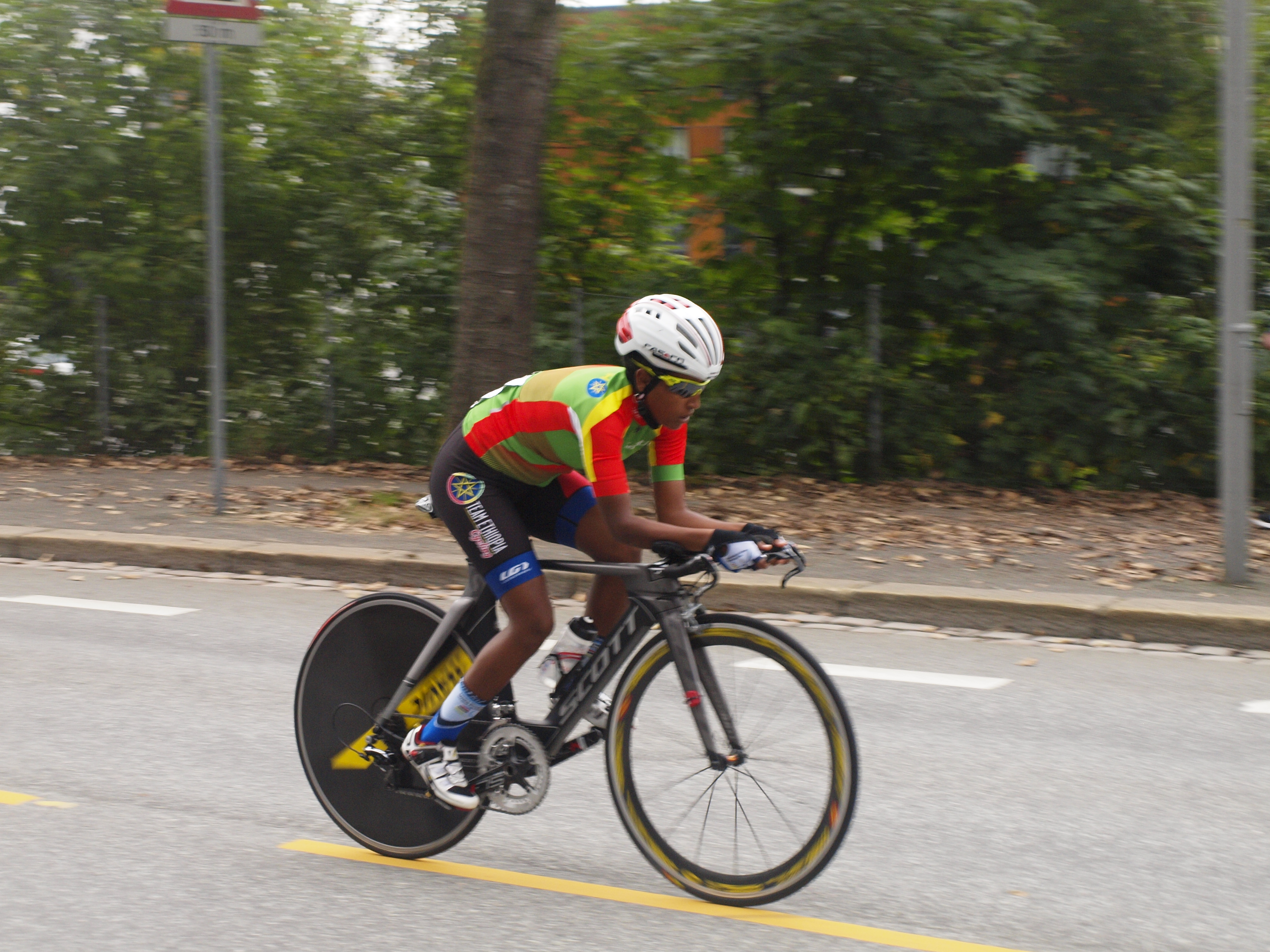
2017年の世界選手権自転車競技大会でのEyeru Tesfoam Gebru選手

世界選手権自転車競技大会（せかいせんしゅけんじてんしゃきょうぎたいかい、UCI World Championships）とは国際自転車競技連合 (UCI=Union Cycliste Internationale) が開催する国または地域の代表として選出された選手による自転車競技の世界選手権大会である。一般には世界自転車選手権またはUCI世界選手権または単に世界選とも呼ばれる。

## 大会の歴史
International Cycling Association（略称:ICA、1892年から1899年まで存在）の主催により1893年、アメリカ合衆国・シカゴで初めて開催された。1896年にギリシャ・アテネで初開催された近代オリンピックよりも古い歴史を誇る。第1回はトラックレースのスプリント、ドミフォン、10kmの3種目が行われたが、いずれもアマチュア選手に出場が限定された。なお、プロのレースは1895年に開始されたが、1920年まではトラックレースのみの開催だった。
1900年より、同年に発足した国際自転車競技連合(UCI)の主催で開催されるようになった。優勝者へのマイヨ・アルカンシエルの贈呈は、UCI主催になってから実施されたものである。1914年から1919年までは第一次世界大戦の影響で、また1940年から1945年までは第二次世界大戦の影響で開催されなかった。
1921年のデンマーク・コペンハーゲン大会からアマチュア種目のみながらもロードレースも行われるようになり、1927年のドイツ・ニュルブルクリンク大会からはプロの個人ロードレースも行われるようになった。またごく一部の年を除き、1995年まではトラックレースとロードレースは同一国で、しかも同時期に開催されていた。現在はロードレースは毎年9月下旬頃、トラックレースは毎年3月下旬頃に開催される。女子の種目については1958年よりロードレース、トラックレースで行われるようになった。
また、1950年からはシクロクロス（開催は概ね毎年1月下旬ないし2月上旬頃）、1990年からはマウンテンバイク（同9月頃）を実施。また2000年からは室内自転車競技（同11月頃）、2001年からBMX（同7月頃）、2007年からパラサイクリング（同9月頃）がそれぞれ、UCI主管の世界選手権大会となった。
この他にジュニア、B、マスターズのカテゴリーの大会も開催されるなど今や多種多彩になっている。
2023年のイギリス・スコットランド・グラスゴー大会では13種目を包括し同時期に実施する。UCIは今後、4年に一度この包括した世界選手権大会を行う方針を示している。
日本では、中野浩一が1977年にトラックレースのスプリント（当時の名称はスクラッチ）種目で初優勝を成し遂げ、それ以降は同種目で1986年まで優勝、10連覇を達成した（詳しくは中野浩一#世界自転車選手権を参照）ことがきっかけとなり、当大会の存在が広く知れわたることになったが、後述の通り、とりわけ自転車競技の本場であるヨーロッパにおいては、当大会を制することはオリンピックで金メダルを獲得することよりも価値があるという見方をする人が多いほどの存在である。
日本における当大会の開催は、アジアで初の開催として、1990年に前橋市（トラックレース）と宇都宮市（ロードレース）で開催された。また、室内競技（インドア）は鹿児島県の加世田市で2001年に開催。さらに2011年は鹿児島市で開催。

## 優勝者の栄誉

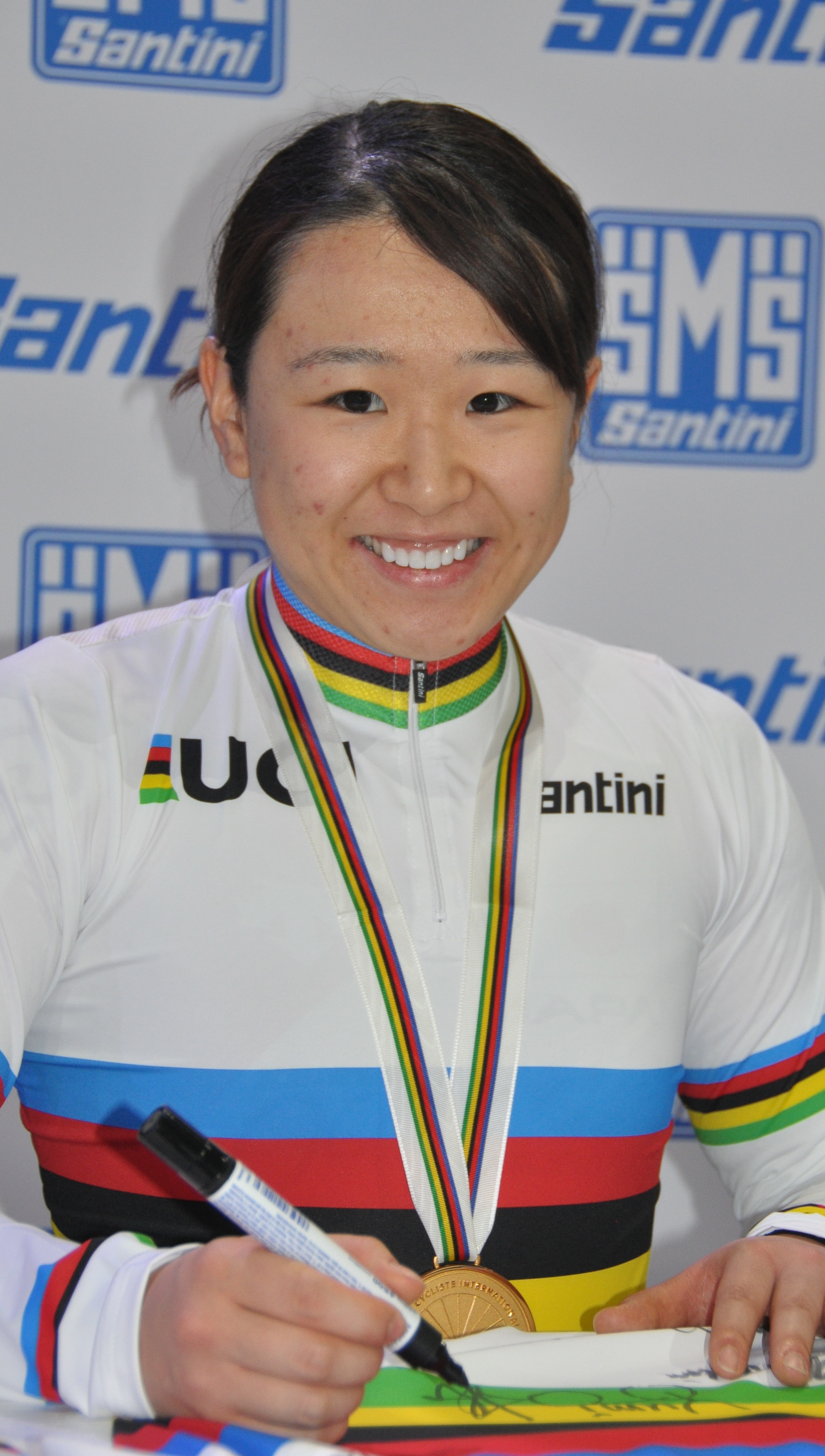
マイヨ・アルカンシエルを纏った梶原悠未

各種目で優勝した選手は“世界を制した者”として、金メダルを授与されるほか、次大会前日まで優勝した種目でレースや競技会に出場する場合「マイヨ・アルカンシエル（フランス語）」や「レインボージャージー（英語）」「マリア・イリダータ（イタリア語）」などと称されている五大陸を表す五色のストライプの入ったレーサージャージを着用し競技することが許される。
このほか次の大会で覇権を失ったとしてもレースや競技会で競技中に、使用する自転車にストライプのステッカーを貼ることや、ジャージやパンツの一部にストライプを入れること、あるいはストライプ模様のアームバンドを着用することが生涯許される。
個人スプリント10連覇の中野浩一はホームバンク（練習地）でもあった久留米競輪場で開催される「中野カップレース」にその名が冠せられている。また、同種目7回制覇の実績を誇るジェフ・シェーレンの場合は「GP ジェフ・シェーレン」というロードレースが開催されているし、同じく同種目7回制覇のアントニオ・マスペスについては出身地であるミラノに「マスペス=ヴィゴレッリ自転車競技場」が存在する。
また男子エリートロードレースにおいて歴代最多タイの3回優勝の実績を誇るリック・バンステーンベルヘンの場合は「GP リック・バンステーンベルヘン」というロードレースが、またオスカル・フレイレの場合も「オスカル・フレイレ・ベロドーム」という名称の自転車競技場が存在しているといった具合に、世界選手権で歴史に名を残した選手の功績を讃えたレースや競技場名はあちこちに存在する。
「世界選手権優勝」は自転車競技選手の憧れとして是が非でも手にしたいタイトルであるのはいうまでもないことだが、この大会で活躍した選手については上記のように各種レースや競技場に自らの名が残るなど長きに渡って名誉を称えられ、賞賛され続けることが少なくない。そのため、自転車競技選手にとって世界選手権での優勝はともすればオリンピックでの優勝よりも価値があるといえる。

## 歴代の優勝者、上位入賞者

### 現在行われている種目

#### MTB（マウンテンバイク）部門
| 種別   | 参照項目                                                             |
| ------ | -------------------------------------------------------------------- |
| 男・女 | →「 世界自転車選手権マウンテンバイク 同トライアル歴代優勝者 」を参照 |

#### BMX（バイシクルモトクロス）部門
| 種別   | 参照項目                                   |
| ------ | ------------------------------------------ |
| 男・女 | →「 世界自転車選手権BMX歴代優勝者 」を参照 |

#### 室内自転車競技部門
Hallenradsport-Weltmeisterschaften (ドイツ語版) を参照

#### パラサイクリング部門
UCI Para-cycling Track World Championships (英語版) を参照

### 廃止された種目
男子ロードレース（アマチュア）：1995年まで開催
UCI Road World Championships – Men's amateur road race (英語版) を参照
※プロ・アマオープン化により本種目は廃止され、別途U-23種目が開催されている。

## 顕著な記録

### 通算10回以上のマイヨ・アルカンシェル（金メダル）獲得者

#### 男子
アルノー・トゥルナン ( フランス) ……14回
| 種別     | 種目                | 回数 | 優勝年度                           |
| -------- | ------------------- | ---- | ---------------------------------- |
| トラック | チームスプリント    | 9回  | 1997～2001年、2004年、2006～2008年 |
| トラック | 1Kmタイムトライアル | 4回  | 1998～2001年                       |
| トラック | スプリント          | 1回  | 2001年                             |

クリス・ホイ ( イギリス)……11回
| 種別     | 種目             | 回数 | 優勝年度              |
| -------- | ---------------- | ---- | --------------------- |
| トラック | 1kmTT            | 4回  | 2002、2004、2006-2007 |
| トラック | チームスプリント | 2回  | 2002、2005            |
| トラック | ケイリン         | 3回  | 2007-2008、2010、2012 |
| トラック | 個人スプリント   | 1回  | 2008                  |

中野浩一 ( 日本) ……10回
| 種別     | 種目             | 回数 | 優勝年度     |
| -------- | ---------------- | ---- | ------------ |
| トラック | プロ・スプリント | 10回 | 1977～1986年 |

ウース・フローラー ( スイス) ……10回
| 種別     | 種目           | 回数 | 優勝年度            |
| -------- | -------------- | ---- | ------------------- |
| トラック | プロ・ポイント | 8回  | 1981～1987年 1989年 |
| トラック | プロ・ケイリン | 2回  | 1983年、1985年      |

フロリアン・ルソー ( フランス) ……10回
| 種別     | 種目                | 回数 | 優勝年度     |
| -------- | ------------------- | ---- | ------------ |
| トラック | チームスプリント    | 5回  | 1997～2001年 |
| トラック | スプリント          | 3回  | 1996～1998年 |
| トラック | 1kmタイムトライアル | 2回  | 1993～1994年 |

#### 女子
ジャニー・ロンゴ ( フランス) ……13回
| 種別     | 種目                 | 回数 | 優勝年度                     |
| -------- | -------------------- | ---- | ---------------------------- |
| ロード   | 個人ロード           | 5回  | 1985～1987年、1989年、1995年 |
| トラック | 個人タイムトライアル | 4回  | 1995～1997年、2001年         |
| トラック | 個人追抜             | 3回  | 1986年、1988年、1989年       |
| トラック | ポイントレース       | 1回  | 1989年                       |

アンヌ=カロリーヌ・ショソン ( フランス) ……13回
| 種別 | 種目               | 回数 | 優勝年度             |
| ---- | ------------------ | ---- | -------------------- |
| MTB  | ダウンヒル         | 9回  | 1996～2003年、2005年 |
| MTB  | デュアルスラローム | 2回  | 2000～2001年         |
| MTB  | フォークロス       | 2回  | 2002～2003年         |

マリアンヌ・フォス ( オランダ) ……12回
| 種別         | 種目             | 回数 | 優勝年度             |
| ------------ | ---------------- | ---- | -------------------- |
| ロード       | 個人ロードレース | 3回  | 2006年、2012～2013年 |
| シクロクロス | エリート         | 7回  | 2006年、2009-2014年  |
| トラック     | ポイント         | 1回  | 2008年               |
| トラック     | スクラッチ       | 1回  | 2011年               |

フェリシア・バランジェ ( フランス) ……10回
| 種別     | 種目                 | 回数 | 優勝年度     |
| -------- | -------------------- | ---- | ------------ |
| トラック | スプリント           | 5回  | 1995～1999年 |
| トラック | 500mタイムトライアル | 5回  | 1995～1999年 |

### 同一種目5連覇以上達成者
※個人種目に限る。

#### 男子
中野浩一 ( 日本)
| 種目             | 連覇回数 | 連覇年度     |
| ---------------- | -------- | ------------ |
| プロ・スプリント | 10       | 1977～1986年 |

ウース・フローラー ( スイス)
| 種目           | 連覇回数 | 連覇年度     |
| -------------- | -------- | ------------ |
| プロ・ポイント | 7        | 1982～1987年 |

ジェフ・シェーレン ( ベルギー)
| 種目             | 連覇回数 | 連覇年度     |
| ---------------- | -------- | ------------ |
| プロ・スプリント | 6        | 1932～1937年 |

エリック・デフラミンク ( ベルギー)
| 種目               | 連覇回数 | 連覇年度     |
| ------------------ | -------- | ------------ |
| プロ・シクロクロス | 6        | 1968～1973年 |

アンドレ・デュフレス ( フランス)
| 種目               | 連覇回数 | 連覇年度     |
| ------------------ | -------- | ------------ |
| プロ・シクロクロス | 5        | 1954～1958年 |

ニコラ・ヴイヨズ ( フランス)
| 種目            | 連覇回数 | 連覇年度     |
| --------------- | -------- | ------------ |
| MTB・ダウンヒル | 5        | 1995～1999年 |

#### 女子
アンヌ=カロリーヌ・ショソン ( フランス)
| 種目            | 連覇回数 | 連覇年度     |
| --------------- | -------- | ------------ |
| MTB・ダウンヒル | 8        | 1996～2003年 |

カリン・モール ( スイス)
| 種目            | 連覇回数 | 連覇年度     |
| --------------- | -------- | ------------ |
| MTB・トライアル | 7        | 2001～2007年 |

マリアンヌ・フォス ( オランダ)
| 種目         | 連覇回数 | 連覇年度     |
| ------------ | -------- | ------------ |
| シクロクロス | 6        | 2009～2014年 |

タマラ・ガルクチナ ( ソビエト連邦)
| 種目            | 連覇回数 | 連覇年度     |
| --------------- | -------- | ------------ |
| 3km個人追い抜き | 5        | 1970～1974年 |

フェリシア・バランジェ ( フランス)
| 種目                 | 連覇回数 | 連覇年度     |
| -------------------- | -------- | ------------ |
| 個人スプリント       | 5        | 1995～1999年 |
| 500mタイムトライアル | 5        | 1995～1999年 |

### 3部門において優勝経験がある選手

#### 女子
マリアンヌ・フォス ( オランダ) 
実績は上記参照。

### ロードレース部門とトラックレース部門の両方で優勝経験がある選手

#### 男子
ファウスト・コッピ ( イタリア) 
| 種別     | 種目                   | 回数 | 優勝年度       |
| -------- | ---------------------- | ---- | -------------- |
| ロード   | プロ・個人ロードレース | 1回  | 1953年         |
| トラック | プロ・個人追抜         | 2回  | 1947年、1949年 |

エルコーレ・バルディーニ ( イタリア) 
| 種別     | 種目                   | 回数 | 優勝年度 |
| -------- | ---------------------- | ---- | -------- |
| ロード   | プロ・個人ロードレース | 1回  | 1958年   |
| トラック | アマ・個人追抜         | 1回  | 1956年   |

ルディ・アルティヒ ( 西ドイツ) 
| 種別     | 種目                   | 回数 | 優勝年度       |
| -------- | ---------------------- | ---- | -------------- |
| ロード   | プロ・個人ロードレース | 1回  | 1966年         |
| トラック | アマ・個人追抜         | 1回  | 1959年         |
| トラック | プロ・個人追抜         | 2回  | 1960年～1961年 |

フランチェスコ・モゼール ( イタリア) 
| 種別     | 種目                   | 回数 | 優勝年度 |
| -------- | ---------------------- | ---- | -------- |
| ロード   | プロ・個人ロードレース | 1回  | 1977年   |
| トラック | プロ・個人追抜         | 1回  | 1976年   |

クリス・ボードマン ( イギリス) 
| 種別     | 種目                 | 回数 | 優勝年度       |
| -------- | -------------------- | ---- | -------------- |
| ロード   | 個人タイムトライアル | 1回  | 1994年         |
| トラック | 個人追抜             | 2回  | 1994年、1996年 |

マーク・カヴェンディッシュ ( イギリス) 
| 種別     | 種目             | 回数 | 優勝年度       |
| -------- | ---------------- | ---- | -------------- |
| ロード   | 個人ロードレース | 1回  | 2011年         |
| トラック | マディソン       | 2回  | 2005年、2008年 |

#### 女子
ベリル・バートン ( イギリス)
| 種別     | 種目       | 回数 | 優勝年度                           |
| -------- | ---------- | ---- | ---------------------------------- |
| ロード   | 個人ロード | 2回  | 1960、1967年                       |
| トラック | 個人追抜   | 5回  | 1959〜1960年、1962〜1963年、1966年 |

ジャニー・ロンゴ ( フランス)
実績は上記参照。
マリオン・クリニェ ( フランス)
| 種別     | 種目                   | 回数 | 優勝年度               |
| -------- | ---------------------- | ---- | ---------------------- |
| ロード   | チームタイムトライアル | 1回  | 1991年                 |
| トラック | ポイントレース         | 2回  | 1998〜1999年           |
| トラック | 個人追抜               | 3回  | 1994年、1996年、1999年 |

レオンティエン・ファンモールセル ( オランダ) 
| 種別     | 種目                 | 回数 | 優勝年度             |
| -------- | -------------------- | ---- | -------------------- |
| ロード   | 個人ロード           | 2回  | 1991、1993年         |
| ロード   | 個人タイムトライアル | 2回  | 1998〜1999年         |
| トラック | 個人追抜             | 4回  | 1990年、2001〜2003年 |

マリアンヌ・フォス ( オランダ)
実績は上記参照。
ユーディト・アルント ( ドイツ)
| 種別     | 種目                 | 回数 | 優勝年度     |
| -------- | -------------------- | ---- | ------------ |
| ロード   | 個人ロード           | 1回  | 2004年       |
| ロード   | 個人タイムトライアル | 2回  | 2011〜2012年 |
| トラック | 個人追抜             | 1回  | 1997年       |

ジョルジャ・ブロンツィーニ ( イタリア)
| 種別     | 種目           | 回数 | 優勝年度     |
| -------- | -------------- | ---- | ------------ |
| ロード   | 個人ロード     | 2回  | 2010〜2011年 |
| トラック | ポイントレース | 1回  | 2009年       |

### ロードレース部門とシクロクロス部門の両方で優勝経験がある選手

#### 女子
ハンカ・クフェルナーゲル ( ドイツ) 
| 種目                         | 回数 | 優勝年度                       |
| ---------------------------- | ---- | ------------------------------ |
| ロード・個人タイムトライアル | 1回  | 2007年                         |
| シクロクロス                 | 4回  | 2000年、2001年、2005年、2008年 |

マリアンヌ・フォス ( オランダ)
実績は上記参照。

### トラックレース部門とBMX部門の両方で優勝経験がある選手

#### 男子
ジェミー・スタッフ ( イギリス) 
| 種別     | 種目       | 回数 | 優勝年度 |
| -------- | ---------- | ---- | -------- |
| トラック | ケイリン   | 1回  | 2004年   |
| BMX      | クルーザー | 1回  | 1996年   |

#### 女子
シャネーズ・リード ( イギリス)
| 種別     | 種目             | 回数 | 優勝年度            |
| -------- | ---------------- | ---- | ------------------- |
| トラック | チームスプリント | 2回  | 2007-2008年         |
| BMX      | エリート         | 3回  | 2007-2008年、2010年 |

### MTB部門とシクロクロス部門の両方で優勝経験がある選手

#### 男子
トーマス・フリッシュクネヒト ( スイス) 
| 種別         | 種目             | 回数 | 優勝年度       |
| ------------ | ---------------- | ---- | -------------- |
| シクロクロス | アマ             | 1回  | 1991年         |
| MTB          | クロスカントリー | 1回  | 1996年         |
| MTB          | バイクマラソン   | 2回  | 2003年、2005年 |

## 日本人選手の記録

### 黎明期
日本人選手が世界選手権に初めて参加したのは1936年のスイス・チューリッヒ大会で、4人がトラックレースとロードレースにそれぞれ出場した。そしてアマ・個人ロードレースにおいて、出宮順一が7位に入る健闘を見せた。
しかし第二次世界大戦により、日本の自転車競技統括団体がUCIから除名されたほか、大会自体が中断されてしまう。1949年に日本自転車競技連盟 (JKR) がUCIに再加盟し、日本選手は1952年フランス・パリ大会で戦後初出場を果たす。このときにはすでに日本国内に競輪選手というプロ選手たちが存在しており、UCIと世界選手権への参加を希望していた。しかし、日本自転車競技連盟が加盟する日本体育協会のアマチュア規定と、UCIの一国一連盟の方針により、これは実現しなかった。
1957年、プロ・アマ双方の連盟の上部団体として新たな日本自転車競技連盟 (FJC) が発足し、同年のベルギー・リエージュ大会に中井光雄、中野泰満の2人が日本人プロ選手（競輪選手）として初めて出場した。以後はアマチュア選手も含めて、日本人選手が毎年、世界選手権に参加するようになる。世界選手権は当時の競輪のトップ選手たちにとってもあこがれの大会であり、かつ何とかして上位の成績を収めたいという意識も強かった。しかし長い間世界との差は埋めることができず、予選敗退を重ねるだけに終わっていた。

### 初のメダル獲得
予選敗退ばかりが続いた流れを断ち切ったのが平間誠記である。平間は、1966年の西ドイツ・フランクフルト大会と、1967年のオランダ・アムステルダム大会のプロ・スクラッチ（現在はスプリント）でいずれもベスト8入り。また、吉川多喜夫も66年のプロ・スクラッチでベスト8入りを果たした。そして、平間、吉川が参加する予定だった1968年のウルグアイ・モンテビデオ大会では、メダル獲得の期待が高まった。ところが平塚競輪場で行われた、プロ選手の合宿練習中にエース格の平間が不慮の事故により死亡。この結果、プロ選手の派遣が中止されてしまった。一方、アマチュア部門は同年の当大会に参加し、当時共に大学生だった井上三次、班目隆雄の2人がペアを組んで出場したタンデムスプリントにおいて、銅メダルを獲得。日本人選手として、第一号のメダリストとなった。
しかしその後はプロ、アマ共に低迷状態が続き、とりわけプロ側は予算などの問題もあって、世界選手権の派遣をやめる話が持ち上がった。そんな中、1975年のリエージュ大会、プロ・スクラッチ種目において、阿部良二がプロ選手として初の銅メダルを獲得。これにより競輪選手の派遣中止という事態は回避された。

### 競輪選手の活躍
翌1976年のイタリア・レッチェ大会のプロ・スクラッチにおいては、菅田順和と中野浩一という、共にプロ2年目の若手選手同士が3位決定戦に進出。菅田が中野を破って3位に入った。
1977年のベネズエラ・サンクリストバル大会のプロ・スクラッチでは、中野と菅田が今度は決勝で対決し、中野が菅田を破って初優勝を挙げた。その後、中野は1986年のアメリカ・コロラドスプリングス大会まで同種目で10連覇を達成。この間、中野以外の選手のメダル獲得も目立つようになった。加えて1980年より、ルール解釈こそ違うものの、ケイリンが世界選手権の正式種目として採用されることが決定した。
1987年のオーストリア・ウイーン大会では、日本自転車界が悲願としていたプロ・スプリント（優勝:俵信之）、プロ・ケイリン（優勝:本田晴美）の同時制覇も実現した。しかし、1975年に阿部良二が初めてメダルを獲得して以降、競輪選手は世界選手権で15年連続で何らかの形でメダル獲得を果たしていたが、日本での初開催となった1990年前橋大会でその記録は途絶えた。ただし、この大会では、当時共に高校生だった稲村成浩、齋藤登志信のコンビがアマ・タンデムで銀メダルを獲得し、日本人選手の16年連続のメダル獲得となった。

### 低迷期へ突入、そして脱出へ
その後は日本人選手の活躍は減少。パラサイクリングを除くと、3位以上の成績を収めたのは1993年、ケイリン・吉岡稔真の銅メダル、2004年、マウンテンバイク・女子ダウンヒルの末政実緒の銀メダル、並びに2010年、スクラッチ・盛一大の銅メダルの獲得例に止まった。
ヨーロッパ勢を中心に海外選手が着実に力を付け進化した一方で、日本人選手は競輪選手であってもメダル獲得がままならず低迷期に入ったが、東京オリンピックの開催が決定したことを契機に、日本自転車競技連盟が中心となって「オリンピックメダリスト請負人」とも呼ばれるブノワ・ベトゥ（フランス語版）、ジェイソン・ニブレット両コーチを招聘し強化に乗り出したことで、その成果が着実に表れるようになった。
特に梶原悠未が2020年のドイツ・ベルリン大会で女子オムニアムを優勝し、日本女子自転車競技選手としては初のアルカンシエル獲得者となった（東京オリンピックでは女子オムニアムで日本人女子選手として初の銀メダルを獲得）。翌2021年のフランス・ルーベ大会では佐藤水菜が女子ケイリンで決勝2着となり、短距離種目としては日本人女子で初のメダリストとなった。

## 日本人選手メダリスト一覧

### マイヨ・アルカンシエル金メダル
スプリント（プロ）
- 中野浩一……1977〜1986年
- 俵信之……1987年

ケイリン
- 山崎賢人……2024年
- 佐藤水菜……2024年

ケイリン（プロ）
- 本田晴美……1987年

スクラッチ
- 窪木一茂……2024年

パラサイクリング
- 石井雅史

1kmタイムトライアル(CP4)、個人ロードレース(CP4)……2007年
- 藤田征樹

1kmタイムトライアル(LC3)……2009年
オムニアム
- 梶原悠未……2020年

### 銀メダル
スプリント（プロ）
- 菅田順和……1977年
- 尾崎雅彦……1980年
- 松枝義幸……1985年
- 松井英幸……1986年、1987年
- 神山雄一郎……1989年

ケイリン
- 佐藤水菜……2021年、2022年

タンデムスプリント（アマ）
- 稲村成浩・齋藤登志信……1990年

スクラッチ
- 窪木一茂……2022年、2023年

マウンテンバイク ダウンヒル（女子）
- 末政実緒……2004年

パラサイクリング
- 藤田征樹

1kmタイムトライアル(LC3)……2007年
3km個人追抜(LC3)……2009年

### 銅メダル
スプリント（プロ）
- 阿部良二……1975年
- 菅田順和……1976年
- 菅野良信……1978年
- 高橋健二……1981年
- 俵信之……1986年、1988年
- 松井英幸……1989年

ケイリン （プロ）
- 久保千代志……1981年
- 北村徹……1982年
- 滝澤正光……1985年
- 井上茂徳……1987年
- 佐古雅俊……1989年

ケイリン（オープン）
- 吉岡稔真……1993年

タンデムスプリント（アマ）
- 班目隆雄・井上三次……1968年

スクラッチ
- 盛一大……2010年

オムニアム
- 今村駿介……2023年

パラサイクリング
- 石井雅史

3km個人追い抜き(CP4)……2007年

### その他の世界選手権大会における日本人選手メダリスト一覧

#### ジュニア
金メダル
- 清家孝志（現・松田孝志）……スプリント（1983年）
- 末政実緒……女子MTBダウンヒル（2001年）
- 北津留翼……スプリント（2003年）、ケイリン（2003年）

銀メダル
- 柴崎淳・菅田壱道・大西祐……チームスプリント（2004年）
- 元砂勇雪……ポイントレース（2009年）

銅メダル
- 小野俊之……スプリント（1994年）
- 上野みなみ……女子ポイントレース（2009年）

#### B
金メダル
- 大菅小百合……女子500メートルタイムトライアル（2003年）
- 和田見里美……女子ポイントレース、女子スクラッチ（2007年）
- 佃咲江……女子スプリント、女子ケイリン（2007年）

#### マスターズ
金メダル
- 丸山繁一……男子スプリント（35歳～39歳・2000年　40歳〜44歳・2005年､2006年）
- 和地恵美……女子個人追抜（45〜49歳・2006年）、女子500メートルタイムトライアル（45〜49歳・2007年）
- 伊藤信……男子スプリント（35歳～39歳・2022年）
- 市本隆司……男子スプリント（50歳～54歳・2022年）
- 案浦攻……男子スプリント（55歳～59歳・2022年）

銀メダル
- 丸山繁一……男子スプリント（35歳～39歳・2002年）

銅メダル
- 和地恵美……女子500メートルタイムトライアル（45〜49歳・2006年）